# Luiz Amorim
Luiz Carlos Tavares Ferrao Amorim (* 29. Juli 1977) ist ein brasilianischer Straßenradrennfahrer.
Luiz Amorim wurde 2003 brasilianischer Meister im Einzelzeitfahren und er gewann eine Etappe bei der Volta Ciclística Internacional de Santa Catarina. Im nächsten Jahr war er bei einem Teilstück der Volta do Estado de São Paulo erfolgreich und er konnte seinen nationalen Meistertitel verteidigen. Außerdem gewann er bei der Torneio de Verao eine Etappe und konnte so auch die Gesamtwertung für sich entscheiden. 2007 fuhr Amorim für das brasilianische Continental Team Scott-Marcondes Cesar-São José dos Campos, wo er eine Etappe und die Gesamtwertung bei der Volta Inconfidencia Mineira gewinnen konnte. In der Saison 2008 war er jeweils bei einem Teilstück des Giro do Interior São Paulo und der Volta do Estado de São Paulo erfolgreich. Bei der Panamerikameisterschaft gewann Tavares die Bronzemedaille im Einzelzeitfahren.

## Erfolge
2003
- Brasilianischer Meister – Einzelzeitfahren
- eine Etappe Volta Ciclística Internacional de Santa Catarina

2004
- eine Etappe Volta do Estado de São Paulo
- Brasilianischer Meister – Einzelzeitfahren

2008
- eine Etappe Volta do Estado de São Paulo

2009
- Mannschaftszeitfahren Volta do Estado de São Paulo

2010
- Brasilianischer Meister – Einzelzeitfahren

2012
- Brasilianischer Meister – Einzelzeitfahren

2013
- Brasilianischer Meister – Einzelzeitfahren

## Teams
- 2007 Scott-Marcondes Cesar-São José dos Campos
- 2008 Cesc/Sundown/N Caixa/Calipso/Maxxis
- 2009 Scott/Marcondes Cesar/SJC
- 2010 Scott-Marcondes Cesar-São José dos Campos

- 2012 Real Cycling Team
- 2013 São Lucas Saude-Giant-UAC
- 2014 São Lucas-Giant-Bontrager-Americana (bis 19. August)
- 2014 Ironage-Colner (ab 20. August)
- 2015 Osasco-Penks-Maxxis-Calypso